# Pays tropicaux aux Jeux olympiques d'hiver

Carte du monde mettant en évidence la zone tropicale (bande rouge).

Bien qu'ils soient traditionnellement associés à des pays de climat froid, les Jeux olympiques d'hiver ont déjà vu la participation de plusieurs pays tropicaux. Le climat habituel de ces pays n'invite pas à participer à des sports d'hiver, et aucune médaille olympique d'hiver n'a jamais été décernée à un pays tropical. Malgré cela, ou peut-être à cause de cela, leur participation est l'objet de la curiosité du public,,.

## Historique

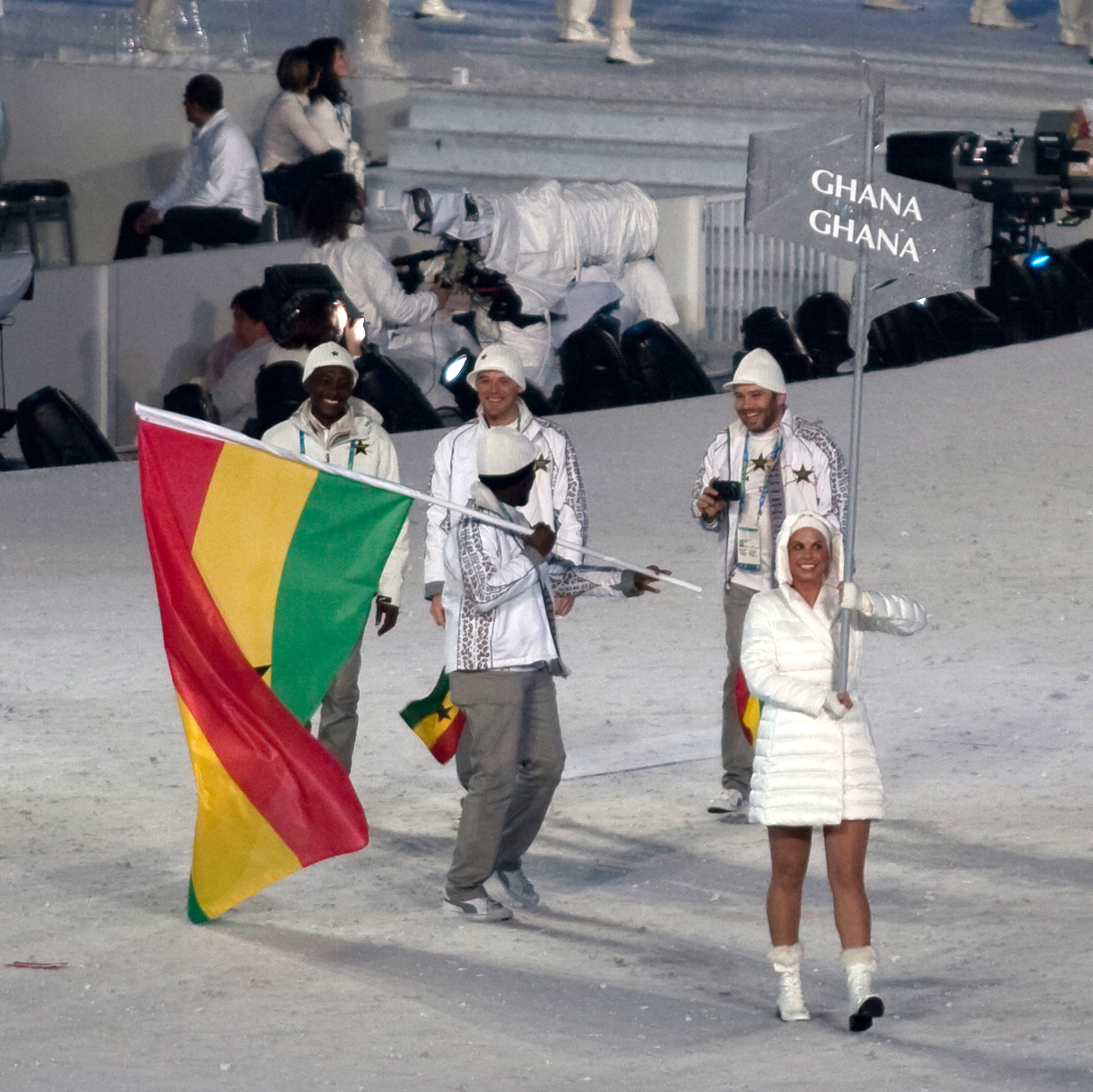
Délégation du Ghana à la cérémonie d'ouverture des Jeux olympiques d'hiver de 2010.

La première participation d'un pays à climat chaud aux Jeux olympiques d'hiver fut celle du Mexique en 1928. Le Mexique n'est pas un pays strictement tropical, puisque la plupart de son territoire est située au-dessus du Tropique du Cancer et qu'une grande partie possède un climat désertique ou semi-désertique. Pourtant, le Mexique a fait ses débuts hivernaux lors des Jeux de 1928 à Saint-Moritz, avec un équipage engagé dans l'épreuve de bobsleigh à 5, qui termina 11e sur 23 partants. Après cela, le Mexique n'est plus retourné aux jeux olympiques avant 1984 à Sarajevo, en Yougoslavie.
Les Philippines furent le premier pays entièrement tropical à disputer les Jeux olympiques d'hiver, qui envoyèrent deux skieurs alpins aux Jeux de 1972 à Sapporo, au Japon. Ben Nanasca termina 42e sur 73 dans le slalom géant, mais Juan Cipriano ne termina pas la compétition. Dans le slalom, aucun des deux skieurs ne passa la ligne d'arrivée.
Le Costa Rica participa aux Jeux de 1980 à Lake Placid, aux États-Unis, où Arturo Kinch participa là encore au ski alpin. Kinch participa pour le Costa Rica à trois autres Jeux d'hiver, y compris ceux de 2006 à 49 ans. Lors de cette édition, il termina 96e du 15 km fond, avant-dernier devant le thaïlandais Prawat Nagvajara,.
Les Jeux de 1988 à Calgary, au Canada, attirèrent un grand nombre de nations tropicales, dont les Antilles néerlandaises, le Costa Rica, les Fidji, Guam, le Guatemala, la Jamaïque, les Philippines, Porto Rico et les îles Vierges américaines. La Jamaïque y envoya une équipe de bobsleigh ; elle servit d'inspiration au film Rasta Rockett en 1993.
Les Jeux de 2006 à Turin, en Italie, virent le début de l'Éthiopie et de Madagascar.

## Liste
La liste suivante comprend des nations situées intégralement ou de façon prédominante dans les tropiques et dont le climat est principalement tropical dans la classification de Köppen.
| Pays                        | 1972    | 1976    | 1980    | 1984    | 1988    | 1992    | 1994    | 1998    | 2002    | 2006    | 2010    | 2014    | 2018    | 2022    |
| Afrique                     | Afrique | Afrique | Afrique | Afrique | Afrique | Afrique | Afrique | Afrique | Afrique | Afrique | Afrique | Afrique | Afrique | Afrique |
| --------------------------- | ------- | ------- | ------- | ------- | ------- | ------- | ------- | ------- | ------- | ------- | ------- | ------- | ------- | ------- |
| Cameroun                    |         |         |         |         |         |         |         |         | 2002    |         |         |         |         |         |
| Ghana                       |         |         |         |         |         |         |         |         |         |         | 2010    |         | 2018    | 2022    |
| Érythrée                    |         |         |         |         |         |         |         |         |         |         |         |         | 2018    | 2022    |
| Éthiopie                    |         |         |         |         |         |         |         |         |         | 2006    | 2010    |         |         |         |
| Kenya                       |         |         |         |         |         |         |         | 1998    | 2002    | 2006    |         |         | 2018    |         |
| Madagascar                  |         |         |         |         |         |         |         |         |         | 2006    |         |         | 2018    | 2022    |
| Nigeria                     |         |         |         |         |         |         |         |         |         |         |         |         | 2018    | 2022    |
| Sénégal                     |         |         |         | 1984    |         | 1992    | 1994    |         |         | 2006    | 2010    |         |         |         |
| Togo                        |         |         |         |         |         |         |         |         |         |         |         | 2014    | 2018    |         |
| Zimbabwe                    |         |         |         |         |         |         |         |         |         |         |         | 2014    |         |         |
| Antilles                    |         |         |         |         |         |         |         |         |         |         |         |         |         |         |
| Antilles néerlandaises      |         |         |         |         | 1988    | 1992    |         |         |         |         |         |         |         |         |
| Bermudes                    |         |         |         |         |         | 1992    | 1994    | 1998    | 2002    | 2006    | 2010    |         | 2018    |         |
| Îles Caïmans                |         |         |         |         |         |         |         |         |         |         | 2010    | 2014    |         |         |
| Dominique                   |         |         |         |         |         |         |         |         |         |         |         | 2014    |         |         |
| Haïti                       |         |         |         |         |         |         |         |         |         |         |         |         |         | 2022    |
| Jamaïque                    |         |         |         |         | 1988    | 1992    | 1994    | 1998    | 2002    |         | 2010    | 2014    | 2018    | 2022    |
| Porto Rico                  |         |         |         | 1984    | 1988    | 1992    | 1994    | 1998    | 2002    |         |         |         | 2018    | 2022    |
| Trinité-et-Tobago           |         |         |         |         |         |         | 1994    | 1998    | 2002    |         |         |         |         | 2022    |
| Îles Vierges britanniques   |         |         |         | 1984    |         |         |         |         |         |         |         | 2014    |         |         |
| Îles Vierges des États-Unis |         |         |         |         | 1988    | 1992    | 1994    | 1998    | 2002    | 2006    |         | 2014    |         | 2022    |
| Amérique centrale et du Sud |         |         |         |         |         |         |         |         |         |         |         |         |         |         |
| Brésil                      |         |         |         |         |         | 1992    | 1994    | 1998    | 2002    | 2006    | 2010    | 2014    | 2018    | 2022    |
| Colombie                    |         |         |         |         |         |         |         |         |         |         | 2010    |         | 2018    | 2022    |
| Costa Rica                  |         |         | 1980    | 1984    | 1988    | 1992    |         |         | 2002    | 2006    |         |         |         |         |
| Équateur                    |         |         |         |         |         |         |         |         |         |         |         |         | 2018    | 2022    |
| Guatemala                   |         |         |         |         | 1988    |         |         |         |         |         |         |         |         |         |
| Honduras                    |         |         |         |         |         | 1992    |         |         |         |         |         |         |         |         |
| Pérou                       |         |         |         |         |         |         |         |         |         |         | 2010    | 2014    |         | 2022    |
| Venezuela                   |         |         |         |         |         |         |         | 1998    | 2002    | 2006    |         | 2014    |         |         |
| Asie                        |         |         |         |         |         |         |         |         |         |         |         |         |         |         |
| Hong Kong                   |         |         |         |         |         |         |         |         | 2002    | 2006    | 2010    | 2014    | 2018    | 2022    |
| Malaisie                    |         |         |         |         |         |         |         |         |         |         |         |         | 2018    | 2022    |
| Philippines                 | 1972    |         |         |         | 1988    | 1992    |         |         |         |         |         | 2014    | 2018    |         |
| Taïwan                      | 1972    | 1976    |         | 1984    | 1988    | 1992    | 1994    | 1998    | 2002    | 2006    | 2010    |         | 2018    |         |
| Thaïlande                   |         |         |         |         |         |         |         |         | 2002    | 2006    |         | 2014    | 2018    | 2022    |
| Timor oriental              |         |         |         |         |         |         |         |         |         |         |         | 2014    | 2018    |         |
| Océanie                     |         |         |         |         |         |         |         |         |         |         |         |         |         |         |
| Fidji                       |         |         |         |         | 1988    |         | 1994    |         | 2002    |         |         |         |         |         |
| Guam                        |         |         |         |         | 1988    |         |         |         |         |         |         |         |         |         |
| Samoa américaines           |         |         |         |         |         |         | 1994    |         |         |         |         |         |         | 2022    |
| Tonga                       |         |         |         |         |         |         |         |         |         |         |         | 2014    | 2018    |         |

Parmi les autres nations de climat chaud (subtropical, par exemple) ayant participé aux Jeux olympiques d'hiver, on peut citer l'Afrique du Sud, l'Australie (dont l'extrême nord est tropical), les Bermudes, l'Eswatini, l'Inde (qui contient néanmoins une portion de l'Himalaya), le Mexique et plusieurs nations du bassin méditerranéen comme le Maroc. L'Australie a remporté plusieurs médailles aux Jeux d'hiver, avec en particulier le titre olympique de Steven Bradbury à l'épreuve de 1 000 m hommes en patinage de vitesse sur piste courte lors des Jeux de 2002.

## Jeux paralympiques
Au vingtième siècle, un seul pays tropical a participé aux Jeux paralympiques d'hiver, représenté par un seul athlète. L'Ougandais Tofiri Kibuuka a ainsi pris part aux épreuves de ski de fond pour aveugles aux Jeux d'hiver de 1976 et de 1980. Ayant obtenu la nationalité norvégienne, il représenta par la suite la Norvège,.
Le second pays tropical à prendre part aux Jeux d'hiver, et le seul autre à ce jour, est le Brésil, qui envoie deux athlètes (en ski de fond et en snowboard) aux Jeux d'hiver de 2014.
| Pays                        | 1976    | 1980    | 1984-2010 | 2014    |
| Afrique                     | Afrique | Afrique | Afrique   | Afrique |
| --------------------------- | ------- | ------- | --------- | ------- |
| Ouganda                     | 1976    | 1980    |           |         |
| Amérique centrale et du Sud |         |         |           |         |
| Brésil                      |         |         |           | 2014    |

### Note
1. ↑  On ne compte donc par exemple pas la Bolivie qui a participé aux éditions de 1992 et de 2018.
2. ↑  « République de Chine » avant 1979, « Taipei chinois » après